# Neohouzeaua
Neohouzeaua là một chi thực vật có hoa trong họ Hòa thảo (Poaceae).

## Loài
Chi Neohouzeaua gồm các loài: